# Lophotidae
I Lophotidae sono una famiglia di pesci ossei marini appartenenti all'ordine Lampriformes.

## Distribuzione e habitat
I lofotidi abitano le profondità marine, con ogni probabilità sono diffusi in tutti gli oceani, anche se i maggiori avvistamenti sono avvenuti nell'Atlantico e nel Mediterraneo.

## Descrizione
Caratterizzati da un corpo molto lungo, nastriforme, compresso ai lati, questi pesci devono il loro nome comune a un prolungamento della pinna dorsale, proprio sopra la testa. La dorsale parte infatti dalla fronte e arriva fino al peduncolo caudale. L'anale invece è piccola, vicino alla coda. Assenti le ventrali. La coda è piccola e tondeggiante. 

La livrea è tendenzialmente blu-argentea, con le pinne rosso vivo. 

Le dimensioni variano da 150 a 200 cm, secondo la specie.
Questi pesci nuotano oscillando l'esile corpo.

## Specie

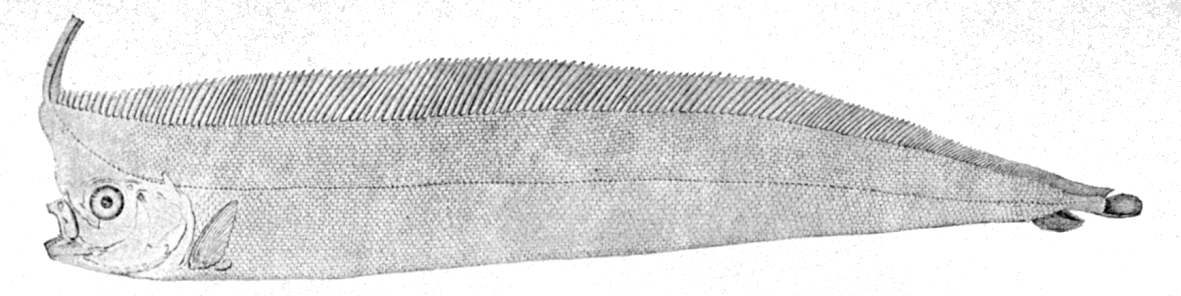
Lophotus lacepede

- Genere Eumecichthys
  - Eumecichthys fiski
- Genere Lophotus
  - Lophotus capellei
  - Lophotus guntheri
  - Lophotus lacepede